# U-Bahnhof Leinestraße

Bahnhofseingang in der Hermannstraße

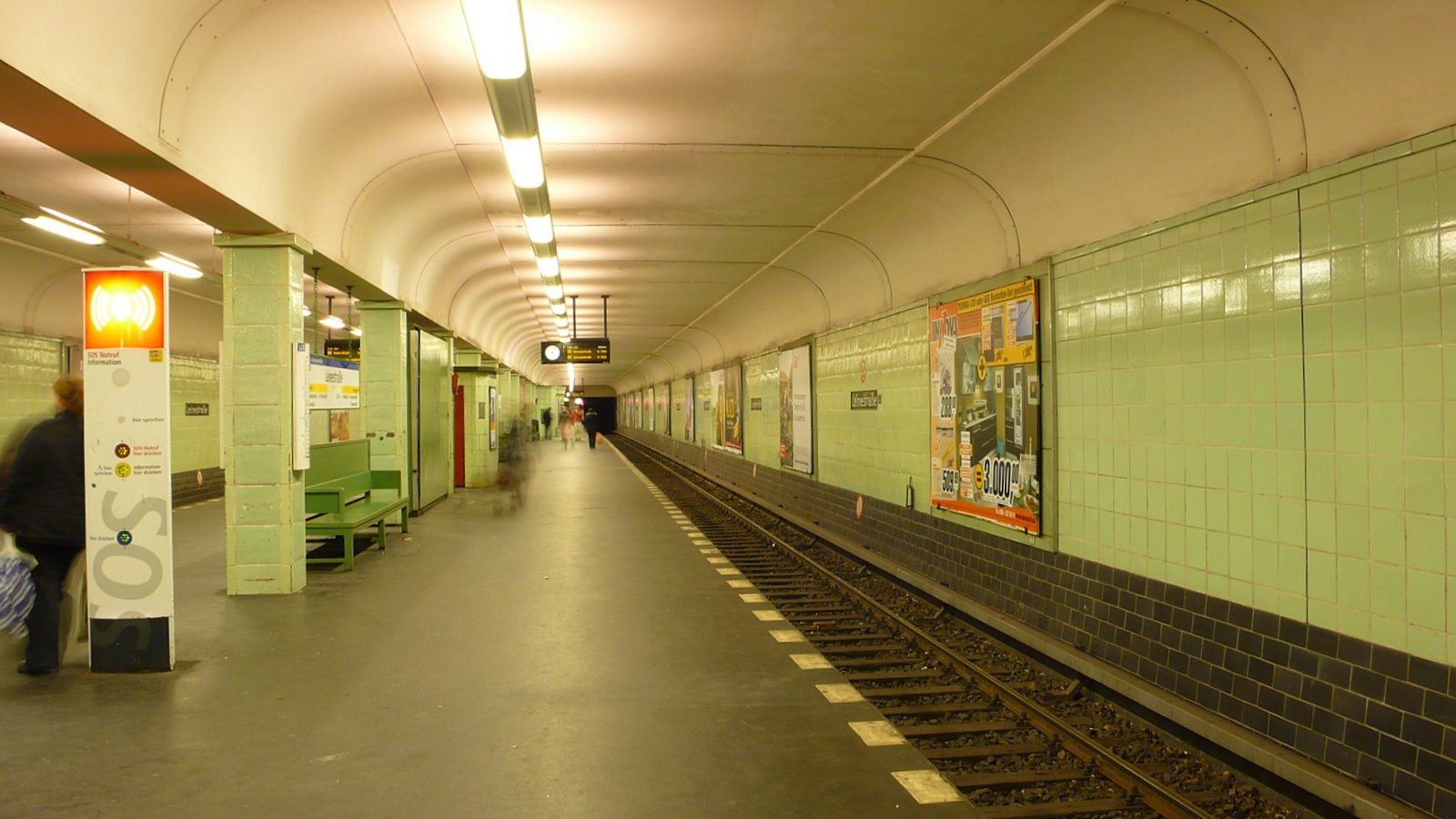
Bahnsteig vor der Sanierung

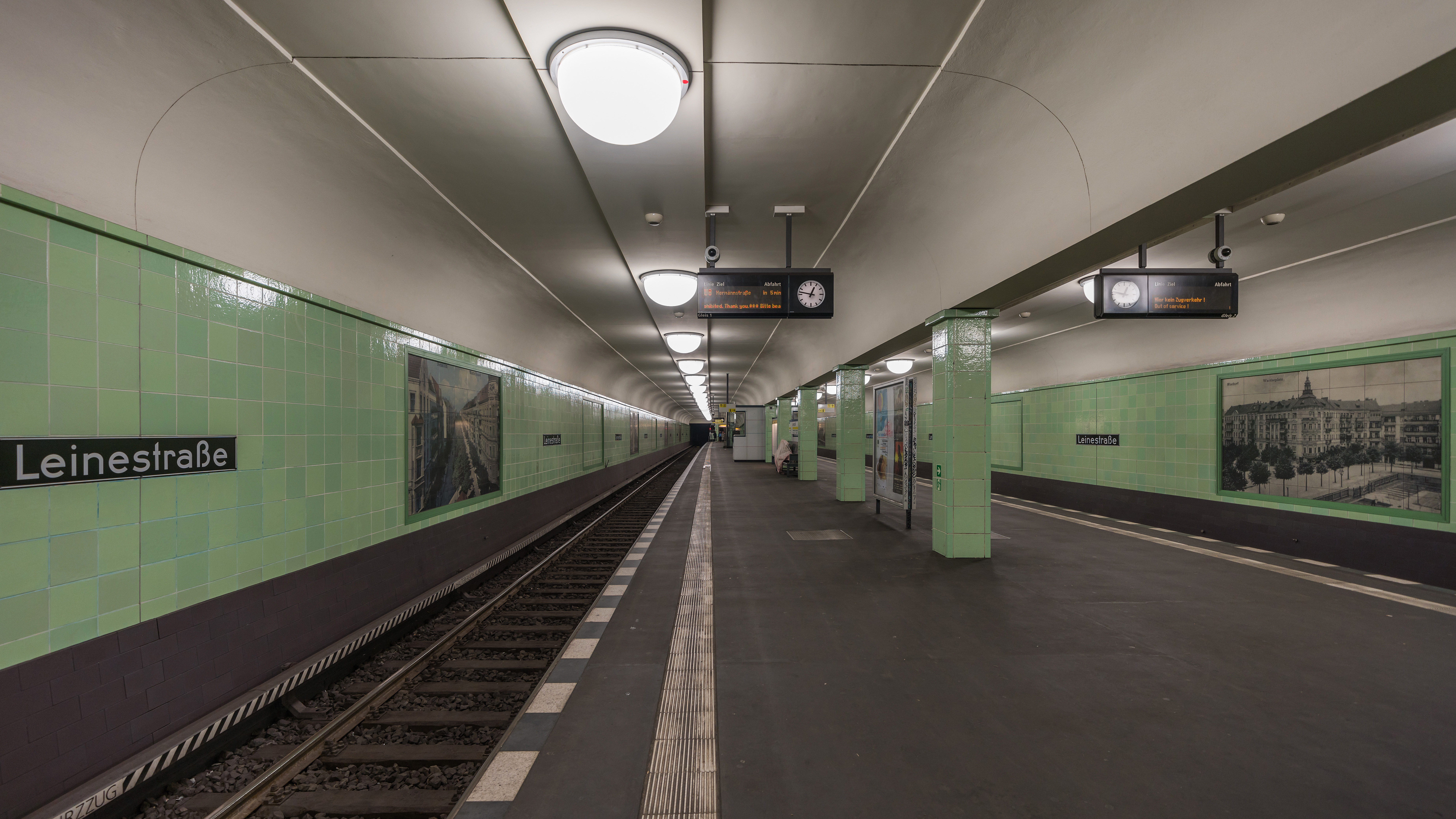
Bahnsteig nach der Sanierung

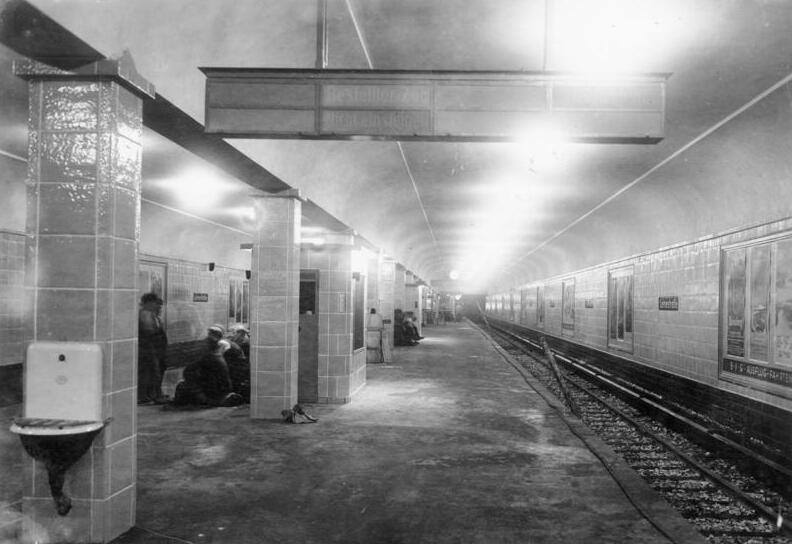
Bau des Bahnhofes Leinestraße kurz vor der Fertigstellung

Der U-Bahnhof Leinestraße ist eine Station der Berliner U-Bahn-Linie U8. Er liegt im Ortsteil Neukölln unter der Hermannstraße zwischen Leine- und Okerstraße und wird im Bahnhofsverzeichnis der Berliner Verkehrsbetriebe (BVG) mit dem Kürzel L geführt.

## Geschichte und Bauwerk
Der Bahnhof wurde am 4. August 1929 nach einer Bauzeit von zwei Jahren eröffnet und bildete bis 1996 den südlichen Abschluss der Strecke. Erst dann wurde die schon zur Bauzeit geplante und teilweise kurz danach ausgeführte Verlängerung zum heutigen Endbahnhof Hermannstraße fertiggestellt und in Betrieb genommen. Erbaut wurde er, wie viele andere Berliner Bahnhöfe jener Zeit, von Alfred Grenander und Alfred Fehse.
Der Bahnhof verfügt über einen Mittelbahnsteig. Bis zum Beginn der Grundinstandsetzung befand er sich weitgehend in seinem Ursprungszustand und war nicht barrierefrei.
An den Wänden sind hellgrüne quadratische Keramikfliesen angebracht. Die großvolumigen Fliesen schaffen eine unruhig strukturierte Oberfläche. Diese entstand, indem die Herstellerfirma Richard Blumenfeld Veltener Ofenfabrik AG Tonmasse im Modell presste. Die Fugen sind hingegen sehr fein und treten kaum in Erscheinung. Besonders deutlich wird die Qualität dieser Auskleidung beim Vergleich mit neueren Ersatzflächen.
In einer der Vorhallen befindet sich ein Fahrkartenschalter, der aber nicht mehr genutzt wird.
Der schon 1932 nach Süden verlängerte Tunnel endete bis zum Weiterbau kurz vor dem Bahnhof Hermannstraße und diente im Zweiten Weltkrieg als Luftschutzbunker. In den 1960er Jahren wurden hier Fahrzeuge abgestellt. Von April 1945 bis zum 17. Mai 1945 war der Bahnhof aufgrund von Kriegsschäden vorübergehend geschlossen.
Seit 2011 erfolgte eine mit ursprünglich fünf Millionen Euro kalkulierte Grundinstandsetzung des Bahnhofs, verbunden mit einem barrierefreien Ausbau, für den weitere 1,8 Millionen Euro veranschlagt sind. Die Erneuerung der Außenabdichtung wurde 2012 abgeschlossen. Während der Arbeiten wurden zusätzliche erhebliche witterungs- und altersbedingte Schäden an der Wand- und Deckenkonstruktion festgestellt, die eine Sanierung des Bahnhofs erforderlich machen. Hierfür waren zusätzliche Kosten in Höhe von rund 2,5 Millionen Euro geplant. Die Sanierungsarbeiten kosteten schlussendlich rund 7,5 Millionen Euro. Der Bahnhof wurde nach historischem Vorbild saniert, zudem schmücken historische Bilder die Hintergleiswände. Der ursprünglich geplante Einbau von Granitfußboden wurde seitens der Denkmalschutzbehörde verhindert, sodass der Bahnsteig nun doch mit Asphalt versehen wurde. Vom 12. August 2013 bis zum 25. August 2014 war aufgrund der Arbeiten der Zugbetrieb in diesem Abschnitt eingestellt. Im Dezember 2014 konnte ein Aufzug in Betrieb genommen werden, rund 900.000 Euro wurden hierfür investiert. Zusammen mit dem erneuerten Bahnsteigbereich ist der Bahnhof seitdem barrierefrei zugänglich.

## Anbindung
| Linie | Verlauf |
| ----- | --- |
|       | Wittenau (Wilhelmsruher Damm) – Rathaus Reinickendorf – Karl-Bonhoeffer-Nervenklinik – Lindauer Allee – Paracelsus-Bad – Residenzstraße – Franz-Neumann-Platz (Am Schäfersee) – Osloer Straße – Pankstraße – Gesundbrunnen – Voltastraße – Bernauer Straße – Rosenthaler Platz – Weinmeisterstraße – Alexanderplatz – Jannowitzbrücke – Heinrich-Heine-Straße – Moritzplatz – Kottbusser Tor – Schönleinstraße – Hermannplatz – Boddinstraße – Leinestraße – Hermannstraße |

Am U-Bahnhof bestehen Umsteigemöglichkeiten von der Linie U8 zur Nachtbuslinie N8 der BVG.